# Privilegio inmune
El privilegio inmune que poseen algunos sitios del cuerpo humano, implica que son capaces de tolerar la presencia de antígenos sin desencadenar una respuesta inmune inflamatoria. Los injertos de tejido  pueden sobrevivir, por periodos prolongados y sin rechazo alguno si se realizan en sitios con privilegio inmune.

Algunos de los sitios inmunológicamente privilegiados son: 
- El cerebro, actualmente se sabe que en este órgano, las células inmunes del SNC contribuyen al mantenimiento de la neurogénesis y de las habilidades relacionadas al aprendizaje espacial durante la adultez[1]
- Los ojos
- La placenta y el feto
- Los testículos
- El epidídimo

Se cree en la posibilidad de que el privilegio inmune puede ocurrir o ser inducido en los tejidos cartilaginosos articulares.
Se plantea que el privilegio inmune es una adaptación evolutiva, la cual protege estructuras vitales del daño potencial que puede ser inducido por la respuesta inmune inflamatoria. La inflamación del cerebro o de los ojos puede causar pérdida de la función del órgano, mientras que la respuesta inmune dirigida hacia el feto puede generar abortos espontáneos.
Médicamente hablando, el trasplante de córnea se aprovecha del privilegio inmune, al igual que los trasplantes de meniscos de rodilla.[cita requerida]

## Mecanismos
Se ha encontrado que los antígenos de sitios inmunológicamente privilegiados interactúan con las células T de forma que se induce tolerancia en vez de una respuesta destructiva. El privilegio inmune se clasifica como un proceso activo, no pasivo.
Las estructuras físicas que rodean las regiones inmunológicamente privilegiadas producen una deficiencia en el drenado linfático, lo cual limita la capacidad del sistema inmune de acudir al sitio.

Otros factores que contribuyen al mantenimiento del privilegio inmune son: 
- Baja expresión de moléculas clase Ia del complejo principal de histocompatibilidad (MHC) clásico.
- Expresión de moléculas inmunoregulatorias no clásicas de clase Ib polimórfica baja del MHC.
- Aumento en la expresión de moléculas de superficie que inhiben la activación del complemento.
- Producción local de citocinas inmunosupresoras como TGF-β[7]
- Presencia de neuropéptidos.
- Expresión constitutiva del ligando Fas, el cual controla la entrada de células linfoides que expresan Fas.[8]

El carácter aislado de los sitios inmunológicamente privilegiados, alejados del sistema inmune del resto de los tejidos del organismo, puede fomentar que dichos sitios sean blancos de condiciones o enfermedades autoinmunes, incluyendo entre ellas la oftalmia simparética del ojo.

## Sitios inmunológicamente privilegiados

### Ojos
Además de poseer mecanismos limitantes de la entrada de células inmunes e inducción de inmunosupresión, el ojo contiene células inmunes activas las cuales responden ante la detección de antígenos externos al ojo. Dichas células interactúan con las células del sistema inmune para inducir la supresión de la respuesta del sistema inmune sistémico ante la presencia de un antígeno introducido al ojo.  El proceso anterior se conoce como desviación inmune asociada a con la cámara anterior o ACAID (Anterior Chamber Associated Immune Deviation ) por sus siglas en inglés.
La oftalmia simpatética es una enfermedad rara, la cual es resultado del confinamiento del ojo con respecto al sistema inmune. Por lo general, el traumatismo del ojo promueve la secreción de antígenos oculares, los cuales son reconocidos por células presentadoras de antígeno a nivel local, como lo son los macrófagos y las células dendríticas. Dichas células presentadoras de antígeno (APCs) transportan el antígeno a los nódulos linfáticos locales para que sea presentado ante las células T y las células B. 

Al entrar los antígenos al sistema inmune sistémico, se les reconoce como antígenos extraños y desencadena una respuesta inmune en su contra. El resultado de lo anterior es la sensibilización de las células inmunes contra una proteína propia, lo cual causa una reacción autoinmune tanto contra el ojo traumatizado como contra el ojo sano. 
De esta forma, la propiedad del inmunoprivilegio funciona en detrimento de los ojos. Las células T (linfocitos T) por lo general encuentran auto-antígenos durante su desarrollo, cuando se lleva a cabo la migración al tejido el cual drena los nódulos linfáticos, no obstante debido al aislamiento físico de los antígenos oculares, los linfocitos T locales no interaccionan con los auto-antígenos durante su desarrollo. Se induce un estado de anergia a los linfocitos T las cuales interactúan de manera reactiva con los auto-antígenos, lo cual conlleva a la inactivación de las mismas y previene posibles respuestas autoinmunes futuras.
 Estudios en ratones han demostrado que la falta de interacción entre los autoantígenos del ojo y los linfocitos T falla en inducir un estado de anergia suficiente a los auto-antígenos. Mientras que la falta del proceso de presentación de antígenos (debido a la presencia de barreras físicas) es suficiente para evitar la activación de células inmunes autorreactivas, específicamente las células locales del ojo, la falla de la inducción de anergia a linfocitos T lleva consigo resultados inconvenientes. En el caso de que se presente aleatoriamente un antígeno ocular ante el sistema inmune o exista un daño al tejido ocular, la presentación de antígenos y la respuesta inmune ocurrirán a una velocidad mayor.

### Placenta y feto
El sistema inmune de la madre es capaz de otorgar protección al feto ante infecciones microbianas sin causar una respuesta inmune al tejido fetal, el cual presenta aloantígenos parentales. Es posible que una mejor comprensión de la inmunología del embarazo llegue a explicar los motivos por los cuales llegan a suceder los abortos espontáneos. 
Las células T reguladoras (Treg) aparentan desempeñar un rol importante en el mantenimiento de la tolerancia a los antígenos fetales. Durante el embarazo, por lo general, se da un incremento en la cantidad de células T reguladoras. Tanto el modelo humano como en el murino, existe una correlación directa las entre bajas cifras de células T reguladoras, el rechazo inmunológico de tejidos y la incidencia de abortos espontáneos. Se realizó un experimento en modelos murinos, el cual consiste en el trasplante de células CD4+/CD25+ a ratones en estado de gestación convencional y animales con propensión al aborto espontáneo; lo cual redujo la tasa de abortos. Lo anterior confirma la importancia del mantenimiento del privilegio inmune en el vientre.
Existen teorías las cuales buscan explicar el mecanismo exacto por el cual se mantiene la tolerancia inmune fetal. Recientemente se ha propuesto en la literatura el que las células T reguladoras propician un microambiente de tolerancia dentro de la interfaz madre-feto, mediante la producción de “moléculas tolerantes”. Dentro de la gama de moléculas denominadas “tolerantes”, las cuales se encargan de la inducción de tolerancia inmune, se encuentras la moléculas hemo ocigenasa 1 (HO-1), factor inhibitorio de leucemia (LIF), factor transformante de crecimiento β (TGF- β) e interleucina 10 (IL-10). Para la identificación de las células T reguladoras, se toma como rasgo de identificación la presencia de marcadores Foxp3 y neuropilina.

### Testículos
Los espermatozoides son inmunogénicos, por lo cual causan reacciones autoinmunes en caso de que se encuentren en cualquier parte del cuerpo que no sean los testículos. Lo anterior fue demostrado por Lansteiner (1899) y Metchinikoff (1900) de manera experimental en ratas, ratones y conejillos de indias. La razón a la cual probablemente se le atribuye la inmunogenicidad o bien antigenicidad de las células, es el hecho de que los espermatozoides maduran por primera vez durante la pubertad, tiempo después de establecida la tolerancia central, por lo cual el sistema inmune los identifica como sustancias foráneas y por ende coordina la respuesta inmune en su contra. Por lo tanto, deben existir mecanismos que protejan a los espermatozoides en este órgano con tal de prevenir reacciones inmunes. La barrera hematotesticular  no puede ser responsable de toda la supresión inmune en los testículos debido a que no cubre un área denominada rete testis  y a la presencia de moléculas inmunogénicas en el exterior de la barrera sanguínea-testicular, sobre la superficie de la espermatogónea. Las células Sertoli juegan un papel crucial en la protección de los espermatozoides ante el sistema inmune, debido a que forman la barrera celular de Sertoli, la cual complementa la barrera sanguínea-testicular. La protección por la barrera de células Sertoli se ve asegurada por uniones ocluyentes las cuales aparecen entre células de Sertoli vecinas.  Otro mecanismo el cual podría encargarse de la protección de los espermatozoides es la supresión de la respuesta inmune testicular.

### Epidídimos
El epidídimo tiene una función de barrera que está bien determinada, se llama barrera sangre-epidídimo (BEB en inglés) o    barrera hemato-epididimaria. La BEB completamente funcional consta de: barreras anatómicas, barreras fisiológicas y barreras inmunológicas.

La barrera anatómica está formada por uniones estrechas, formadas por las membranas basolateral y apical de las células principales, que impiden que las moléculas y las células entren o salgan de la luz.

La barrera fisiológica está compuesta por transportadores y canales, que regulan el movimiento de sustancias dentro o fuera de la luz creando un microambiente.

La barrera inmunológica está compuesta por diferentes componentes inmunes dentro y fuera del túbulo, que limitan el acceso del sistema inmunológico.
Tiene una naturaleza restrictiva, disminuye o controla la entrada de moléculas o incluso de células desde la sangre circulante o desde el intersticio, para que no entren en este tejido y compartimento.

### Sistema nervioso central
El sistema nervioso central (SNC) , el cual incluye el cerebro y la médula espinal, es un sistema sensible con capacidad limitada para regeneración. En ese aspecto, el concepto de "privilegio inmune" dentro del SNC se creía que era un aspecto crítico al momento de limitar la inflamación.  La barrera hematoencefálica juega una función importante al mantener la separación del SNC con el sistema inmune pero la presencia de la barrera hematoencefálica,  no proporciona privilegio inmune por su propia cuenta. Se cree que el privilegio inmune dentro del SNC varía dentro de los diferentes compartimientos del sistema, siendo más notable en el tejido parenquimal o "materia blanca".
El concepto del SNC como un  "sistema inmune privilegiado", ha sido re-evaluado durante las últimas dos décadas. Datos actuales no sólo indican la presencia de macrófagos pertenecientes al SNC (llamados microglía)residiendo en el SNC,  sino que también hay evidencia sugiriendo la interacción del SNC con células periferiales inmunes.
Generalmente, en tejido normal (sin ningún daño), los antígenos son tomados por las células presentadoras de antígenos (células dendríticas) y subsequentemente son transportadas a los nodos linfáticos. Alternativamente, los antígenos solubles pueden ser drenados dentro de los nodos linfáticos. En contraste, se cree que en el SNC, las células dendríticas no están presentes en tejido parenquimal normal o en el espacio perivascular aunque existan meninges y plexos coroideos. Aunque se cree que el SNC es limitado en su propia capacidad de entregar los antígenos a los nodos linfáticos locales y causar la activación de células T.

A pesar de que no hay un sistema linfático convencional en el SNC, el drenaje de antígenos desde el tejido del SNC a los nodos linfáticos cervicales ha sido demostrado. La respuesta creada en los nodos linfáticos hacía los antígenos del SNC se sesga hacía las células-B. Células dendríticas provenientes del fluido cerebroespinal se han encontrando migrando hacía folículos de células-B pertenecientes a los nodos linfáticos cervicales. El sesgo de la respuesta antígena del SNC hacia una respuesta humoral significa que una inflamación incluso más peligrosa de las células-T puede ser evitada.
La inducción de una tolerancia sistémica hacia un antígeno introducido al SNC ha sido anteriormente demostrado. Esto se observó en la ausencia de la célula-T tratando la inflamación "Reacción de hipersensibilidad retardada"  cuándo el antígeno es reintroducido en otra parte del cuerpo. Esta respuesta es análoga a ACAID en el ojo.

## Aplicaciones clínicas
Hay un gran potencial para el mecanismos moleculares presentes en sitios privilegiados inmunes, en trasplantes, especialmente querotoplastias. Comparado a los aloinjertos de piel, los cuales son rechazados casi el 100% de los casos, los trasplantes de córnea pueden sobrevivir a largo tiempo en el 50-90% de casos. Los aloinjertos que son privilegiados inmunemente pueden sobrevivir incluso sin inmunosupresión, el cual es aplicado rutinariamente a recipientes de órganos/tejido diferentes. Investigaciones sugieren que la explotación de la ACAID (anterior chamber-associated immune deviation) , la explotacìon del humor acuoso y sus propiedades anti inflamatorias y la inducción de células reguladoras tipo T (Treg) pueden llevar a un incremento en los aloinjertos que sobreviven.
Otra opción del uso del privilegio inmune es terapia génica. células Sertoli ya han sido utilizadas en la investigaciòn para producir insulina en ratones diabéticos vivos. Las células Sertoli fueron genéticamente creadas utilizando lentivirus genéticamente modificados para producir insulina para después ser trasplantadas a ratones. Aunque los resultados eran sólo a corto plazo, el equipo de investigación estableció que es posible utilizar células Sertoli genéticamente creadas en la terapia génica.
Las células Sertoli eran también usadas en experimentos debido a su función deinmunosupresión. Se usaron para proteger y nutrir los islotes que producen insulina para tratar diabetes tipo I. La explotación de células Sertoli aumentaron significativamente la supervivencia de los islotes trasplantados. Aun así, más experimentos son necesarios antes de que este método pueda ser probado en humanos.

## Historia de la investigación
La existencia de las regiones privilegiadas inmunes del ojo se observó a finales del siglo XIX , investigadas por Peter Medawar. La explicación original de este fenómeno era que barreras físicas encontradas alrededor de la zona privilegiada inmune, activaban la zona privilegiada inmune para evitar la detección del sistema inmunitario, todo esto, impidiendo al sistema inmunitario responder a cualquier antígeno presente. Investigaciones más recientes han revelado un número de mecanismos diferentes por los cuales los sitios privilegiados inmunes interactúan con el sistema inmunitario.